# 주권 (상법)

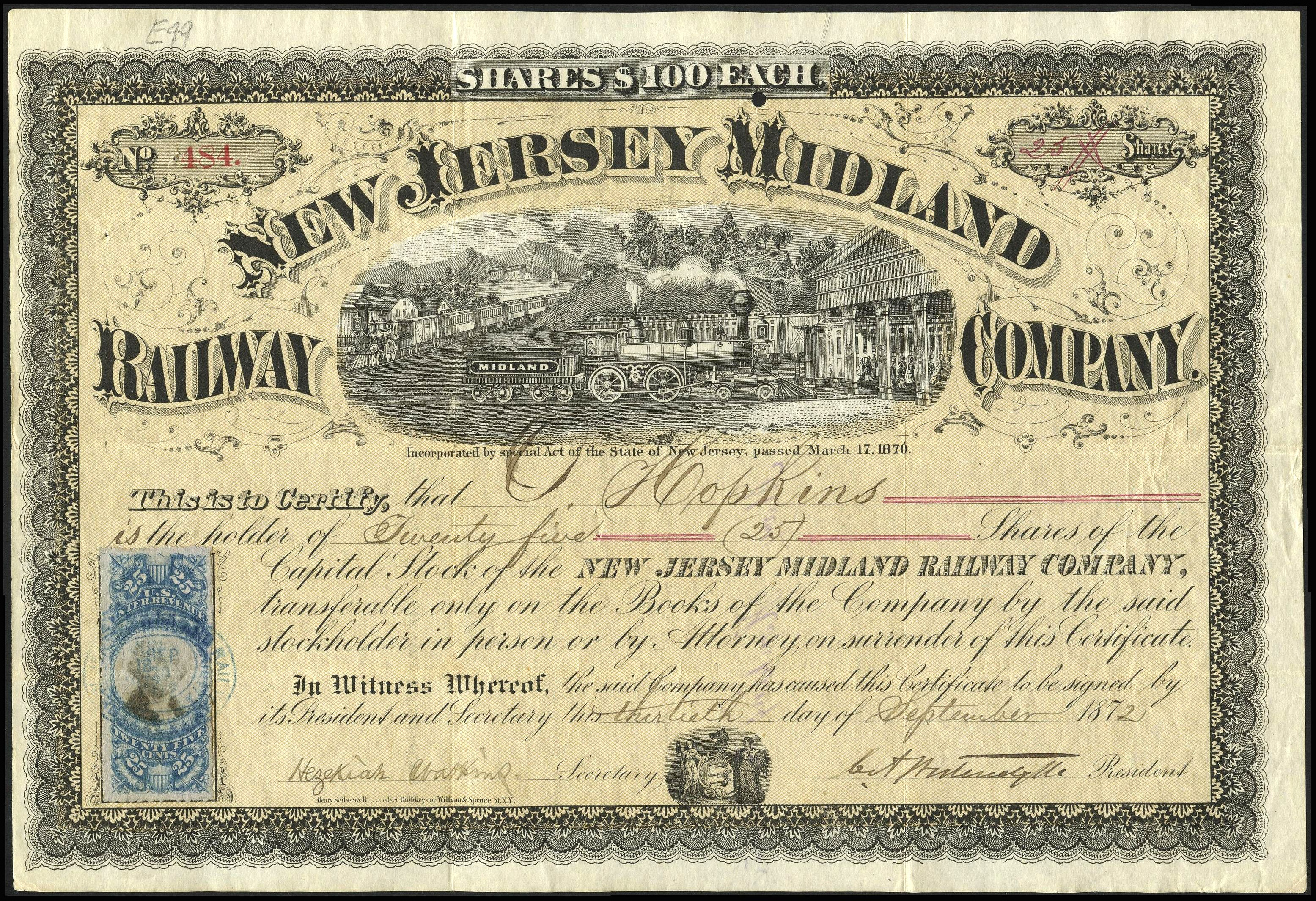

주권(株券, 영어: Share certificate(영국), Stock certificate(미국))이란 주주의 회사에 대한 법률상의 지위인 주주권(사원권)을 부여하는 유가증권을 말한다. 그런데 주주의 사원권은 주권을 교부한 때에 비로소 발생하는 것이 아니라 이미 회사의 설립등기시(신주발생의 경우라면 납입기일의 다음날- 제423조 제1항 참조)에 발생하므로 주권은 비설권증권이며, 증권상의 권리는 회사의 주주간의 주식인수계약 등 그 원인관계에 따라 효력이 좌우되므로 요인증권이라 할 수 있다. 그밖에도 주권은 비문언증권, 비상환증권이고, 요식증권이긴 하지만 법정기재사항 가운데 본질적이 아닌 것은 그 기재가 누락되어도 주권으로서의 효력이 인정되므로 엄격한 요식증권은 아니다.

## 종류
주권은 증권상에 주주의 성명이 기재되어 있는가에 따라 기명주권과 무기명주권으로 나눌 수 있다.
- 기명주권
- 무기명주권

## 주권의 효력발생시기
주권이 언제 주권으로서의 효력을 발생하는지가 문제된다. 주권의 선의취득이나 주권에 대한 재권판결 또는 주권의 압률 등은 그 대상인 증권이 주권으로서의 효력이 발생되었음을 전제로 하는 것인데, 이런 점에서 주권의 효력발생시기를 결정하는 것은 결국 주권거래의 안전을 언제부터 보호할 것인지에 관한 문제라고 할 수 있다.
판례는 "상법 제355조 규정의 주권발행은 동법 제356조 소정의 형식을 구비한 문서를 작성하여 이를 주주에게 교부하는 것을 말하고, 위 문서가 주주에게 교부된 때에 비로소 주권으로서의 효력을 발생한다고 해석되므로 피고 회사가 주주권을 표창하는 문서를 작성하여 이를 주주가 아닌 제3자에게 교부하여 주었다 하더라도 위 문서는 아직 피고회사의 주권으로서의 효력을 갖지 못한다고 보아야 할 것이다"라고 하여 교부시설을 따르는 것으로 보인다.

## 주권불소지제도
주권불소지제도 (株券不所持制度)는 기명주식의 주주가 주권을 보유하기를 원하지 않는 경우, 그 뜻을 회사에 신고하면, 회사는 그 주권을 발행하지 않거나 회사부담으로 주권을 은행이나 신탁회사에 기탁할 수 있도록 한 것을 말한다.

##### 제358조의2 (주권의 불소지)
①주주는 정관에 다른 정함이 있는 경우를 제외하고는 그 기명주식에 대하여 주권의 소지를 하지 아니하겠다는 뜻을 회사에 신고할 수 있다.
②제1항의 신고가 있는 때에는 회사는 지체없이 주권을 발행하지 아니한다는 뜻을 주주명부와 그 복본에 기재하고, 그 사실을 주주에게 통지하여야 한다. 이 경우 회사는 그 주권을 발행할 수 없다.
③제1항의 경우 이미 발행된 주권이 있는 때에는 이를 회사에 제출하여야 하며, 회사는 제출된 주권을 무효로 하거나 명의개서대리인에게 임치하여야 한다.
④제1항 내지 제3항의 규정에 불구하고 주주는 언제든지 회사에 대하여 주권의 발행 또는 반환을 청구할 수 있다.

## 주권의 상실과 재발행

##### 제359조 (주권의 선의취득)
수표법 제21조의 규정은 주권에 관하여 이를 준용한다.

##### 제360조 (주권의 제권판결, 재발행)
①주권은 공시최고의 절차에 의하여 이를 무효로 할 수 있다.
②주권을 상실한 자는 제권판결을 얻지 아니하면 회사에 대하여 주권의 재발행을 청구하지 못하다.

## 주권의 선의취득
주권의 선의취득이란 주주가 아닌 무권리자로부터 주식을 양수한 자라 하더라도 주권을 선의로 취득하게 되면 주권을 적법하게 취득하고, 나아가 주주의 지위를 취득하게 되는 것을 의미한다

### 요건
1. 주권이 유효할 것.
2. 주권이 교부될 것
3. 양도인이 무권리자일 것
4. 양수인이 선의, 무중과실일 것

## 주권에 대한 제권판결
주주는 주권을 도난, 분실 등으로 상실한 경우에 공시최고절차를 통해 판결을 얻음으로써 상실된 주권을 무효로 한 다음 회사에 대하여 주권의 재발행을 청구할 수 있는데 이를 제권판결이라고 한다

## 판례
- 대표이사가 주권 발행에 관한 주주총회나 이사회의 결의 없이 주주 명의와 발행연월일을 누락한 채 단독으로 주권을 발행한 경우, 특별한 사정이 없는 한 주권의 발행은 대표이사의 권한이라고 할 것이고, 그 회사 정관의 규정상으로도 주권의 발행에 주주총회나 이사회의 의결을 거치도록 되어 있다고 볼 근거도 없으며, 기명주권의 경우에 주주의 이름이 기재되어 있지 않다거나 또한 주식을 발행연월일의 기재가 누락되어 있다고 하더라도 이는 주식의 본질에 관한 사항이 아니므로, 주권의 무효 사유가 된다고 할 수 없다.[5]
- 상법 제355조의 주권발생은 같은 법 제356조 소정의 형식을 구비한 문서를 작성하여 이를 주주에게 교부하는 것을 말하고 위 문서가 주주에게 교부된 때에 비로소 주권으로서의 효력을 발생하는 것이므로 회사가 주주권을 표창하는 문서를 작성하여 이를 주주가 아닌 제3자에게 주었다 할지라도 위 문서는 아직 회사의 주권으로서의 효력을 가지지 못한다.[6]
- 주권의 선의취득은 양도인이 무권리자인 경우뿐만 아니라 무권대리인인 경우에도 인정된다.[7]
- 상법 제335조 제1항 단서는 주식의 양도를 전제로 하고, 다만 이를 제한하는 방법으로서 이사회의 승인을 요하도록 정관에 정할 수 있다는 취지이지 주식의 양도 그 자체를 금지할 수 있음을 정할 수 있다는 뜻은 아니기 때문에, 정관의 규정으로 주식의 양도를 제한하는 경우에도 주식양도를 전면적으로 금지하는 규정을 둘 수는 없다.[8]

## 같이 보기
- 주식
- 제권판결